# Dysderina soltina
Dysderina soltina är en spindelart som beskrevs av Arthur M. Chickering 1968. Dysderina soltina ingår i släktet Dysderina och familjen dansspindlar. Inga underarter finns listade i Catalogue of Life.